# Noel Lemass
Noel Thomas Lemass (* 14. Februar 1929 in Dublin; † 13. April 1976 ebenda) war ein irischer Politiker der Fianna Fáil, der zwischen 1956 und seinem Tode 1976 Abgeordneter (Teachta Dála) des Dáil Éireann, des Unterhauses des Parlaments (Oireachtas) war. Er war zudem von 1969 bis 1973 Parlamentarischer Sekretär beim Finanzminister.

## Leben
Noel Thomas Lemass war der Sohn des Fianna Fáil-Politikers Seán Lemass (1899–1971), der unter anderem zwischen 1959 und 1966 Premierminister (Taoiseach) war, und dessen Ehefrau Kathleen Lemass (1898–1985). Seine ältere Schwester Maureen Lemass (1925–2017) war die Ehefrau des Fianna Fáil-Politikers Charles J. Haughey (1925–2006), der unter anderem von 1979 bis 1981, 1982 und von 1987 bis 1992 ebenfalls Taoiseach war. Er selbst besuchte die Catholic University School und das Newbridge College.
Bei der durch den Tode von Peadar S. Doyle am 4. August 1956 notwendigen Nachwahl (By-election) am 14. November 1956 wurde Lemass für die Fianna Fáil im Wahlkreis Dublin South West mit 14.416 Stimmen (59,82 Prozent) erstmals zum Abgeordneten (Teachta Dála) des Dáil Éireann gewählt, des Unterhauses des Parlaments (Oireachtas). Bei den darauf folgenden Wahl am 5. März 1957 wurde er mit 5.436 Stimmen (13,72 Prozent) als Zweitplatzierter sowie bei der Wahl am 4. Oktober 1961 mit 4.961 Stimmen (14,78 Prozent) Drittplatzierter in diesem Wahlkreis wiedergewählt. Bei den darauf folgenden Wahlen am 7. April 1965 wurde er mit 7.596 Stimmen (18,88 Prozent) als Erstplatzierter sowie am 18. Juni 1969 mit 2.512 Stimmen (8,6 Prozent) als Viertplatzierter wiedergewählt. Zuletzt wurde er bei der Wahl am 28. Februar 1973 mit 4.705 Stimmen (15,6 Prozent) noch einmal im Wahlkreis Dublin South West auf dem vierten Platz noch einmal zum Mitglied des Dáil Eireann gewählt und gehörte diesem bis zu seinem Tode am 13. April 1976 an. Zugleich war er vom 3. Mai 1966 bis zum 24. April 1967 zunächst stellvertretendes Mitglied sowie anschließend zwischen dem 24. April 1967 und dem 6. Mai 1968 Mitglied der Beratenden Versammlung des Europarates.
In der Regierung Lynch II übernahm Noel Lemass vom 2. Juli 1969 bis zum 5. Februar 1973 das Amt als Parlamentarischer Sekretär beim Finanzminister und war damit engster Mitarbeiter seines Schwagers Charles Haughey, der vom 2. Juli 1969 bis zum 7. Mai 1970 Finanzminister war, beziehungsweise George Colley, der zwischen dem 9. Mai 1970 und dem 14. März 1973 das Amt als Finanzminister bekleidete. Bei der nach seinem Tode notwendigen Nachwahl (By-election) im Wahlkreis Dublin South West am 10. Juni 1976 kandidierte seine Ehefrau Eileen Lemass für die Fianna Fáil (FF), unterlag aber mit 9.687 Stimmen (38,76 Prozent) dem Kandidaten der Labour Party, Brendan Halligan, der mit 6.870 Stimmen (27,49 Prozent) aufgrund des Wahlrechts gewählt wurde.
Aus seiner 1950 geschlossenen Ehe mit Eileen Lemass, geborene Delaney (* 1932), gingen vier Kinder hervor. Er war zudem Onkel des Politikers Seán Haughey (* 1961), der ebenfalls Mitglied des Dáil Éireann und des Senats (Seanad Éireann), Oberbürgermeister von Dublin sowie Staatsminister war.